# Combinaison Hazmat

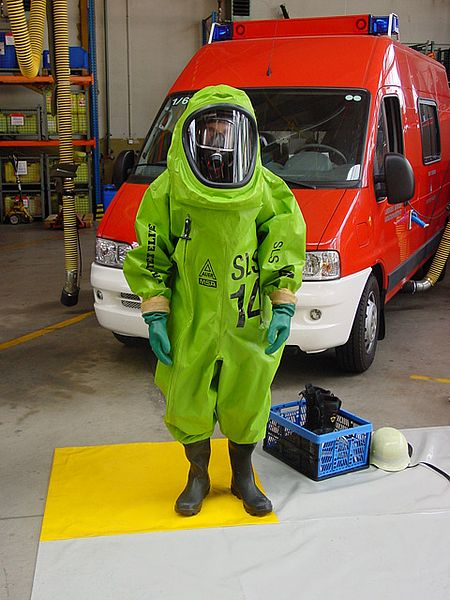
Combinaison Hazmat utilisée par les pompiers de Sarrelouis (Allemagne).

Une combinaison Hazmat est une combinaison qui protège celui qui la porte des matières dangereuses. HAZMAT est l'abréviation pour hazardous materials (produits dangereux). Ces combinaisons sont portées avec d'autres couches protectrices en dessous, on pose de l'adhésif sur les ouvertures et des appareils de suivi médical et de communication à l'intérieur. Les combinaisons subissent une procédure de décontamination avant que celui qui la porte ne l'enlève.

## Classement

### États-Unis
Les combinaisons Hazmat sont classées par niveau de A à D :
Niveau ALes combinaisons sont étanches à la vapeur, fournissant une « encapsulation » totale et un niveau élevé de protection contre les produits chimiques en suspension dans l'air et en contact direct. Elles sont généralement portées avec un appareil respiratoire isolant (ARI) joint à la combinaison.
Niveau BLes combinaisons ne sont pas étanches à la vapeur et présentent ainsi un niveau de protection moindre. Elles sont portées avec un appareil respiratoire isolant, qui peut être à l'intérieur ou l'extérieur de la combinaison, selon le type de couleur (encapsulation ou non-encapsulation).
Niveau CCombinaison anti-éclaboussures présentant un niveau de protection moins bon que le niveau B et généralement portées avec un appareil respiratoire ou un masque à gaz seulement. La plupart des vêtements de lutte contre l'incendie sont de niveau C.
Niveau Dexiste, mais ne constitue pas une « combinaison Hazmat ». Elle est constituée de vêtements de travail spécifiques et de lunette de protection.

### Europe
La plupart des combinaisons utilisées en Europe sont couvertes par un ensemble de normes UE, et divisé en six types (niveaux) :
Type 1Protection contre les produits chimiques liquides et gazeux. Étanche aux gaz. Plus ou moins équivalent au niveau A aux États-Unis.
Type 2Protection contre les produits chimiques liquides et gazeux. Non étanche aux gaz. Plus ou moins l'équivalent au niveau B. Peut être utilisé dans des lieux où les produits chimiques sous forme de gaz ne sont pas nocifs pour l'extérieur du corps (l'épiderme…).
Type 3Protège contre les produits chimiques liquides pour une durée limitée. Étanche aux liquides.
Type 4Protège contre les produits chimiques liquides pour une durée limitée. Étanche au spray. Plus ou moins équivalent au niveau C aux États-Unis.
Type 5Protège contre les produits chimiques liquides pour une durée limitée. Ne couvre que certaines parties du corps. Plus ou moins équivalent au niveau D aux États-Unis.
Type 6Protège certaines parties du corps contre les produits chimiques liquides.

## Photographies

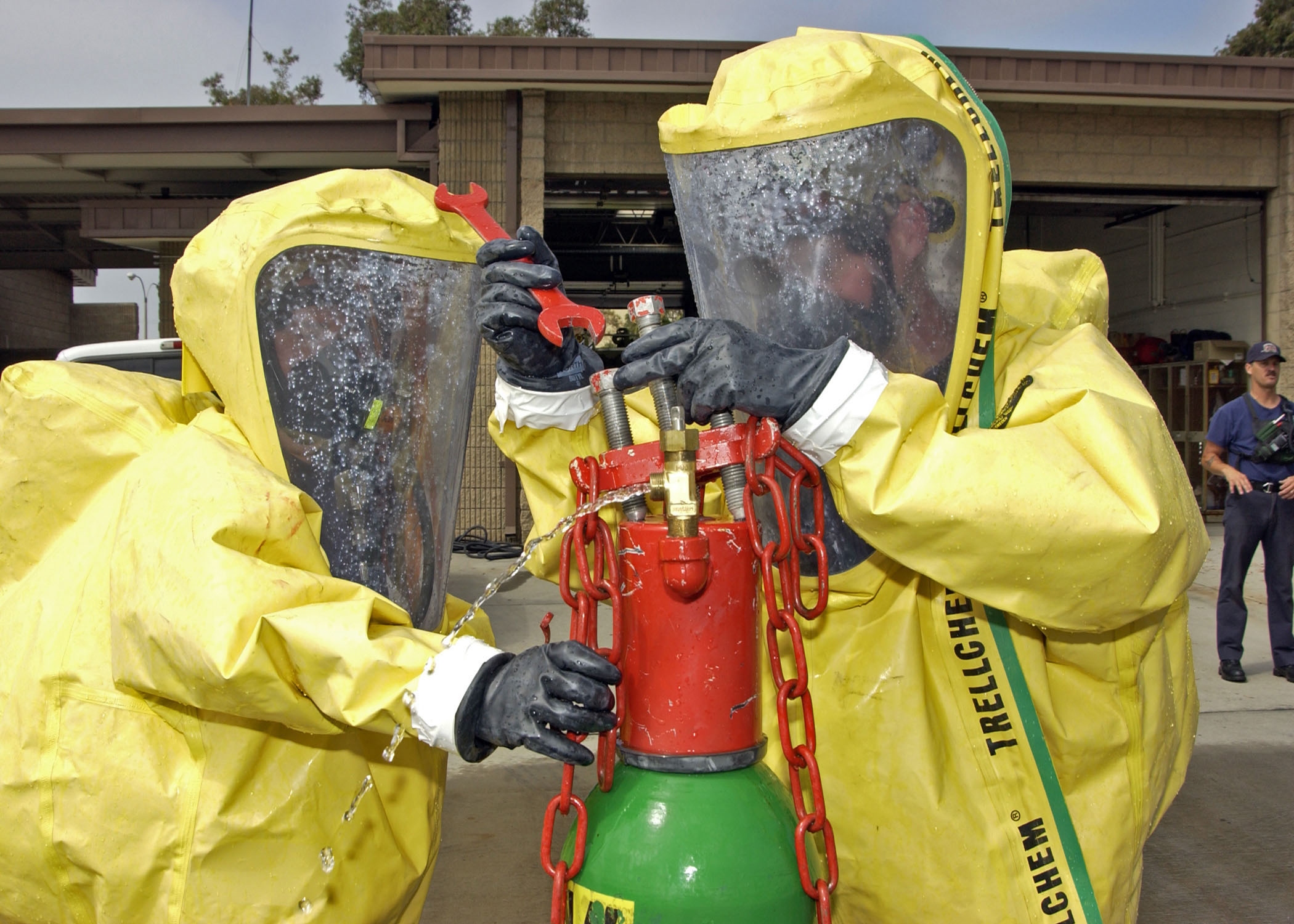
Exercice de simulation d'une fuite sur une bouteille de chlore, à San Diego (Californie), en combinaison de niveau A.
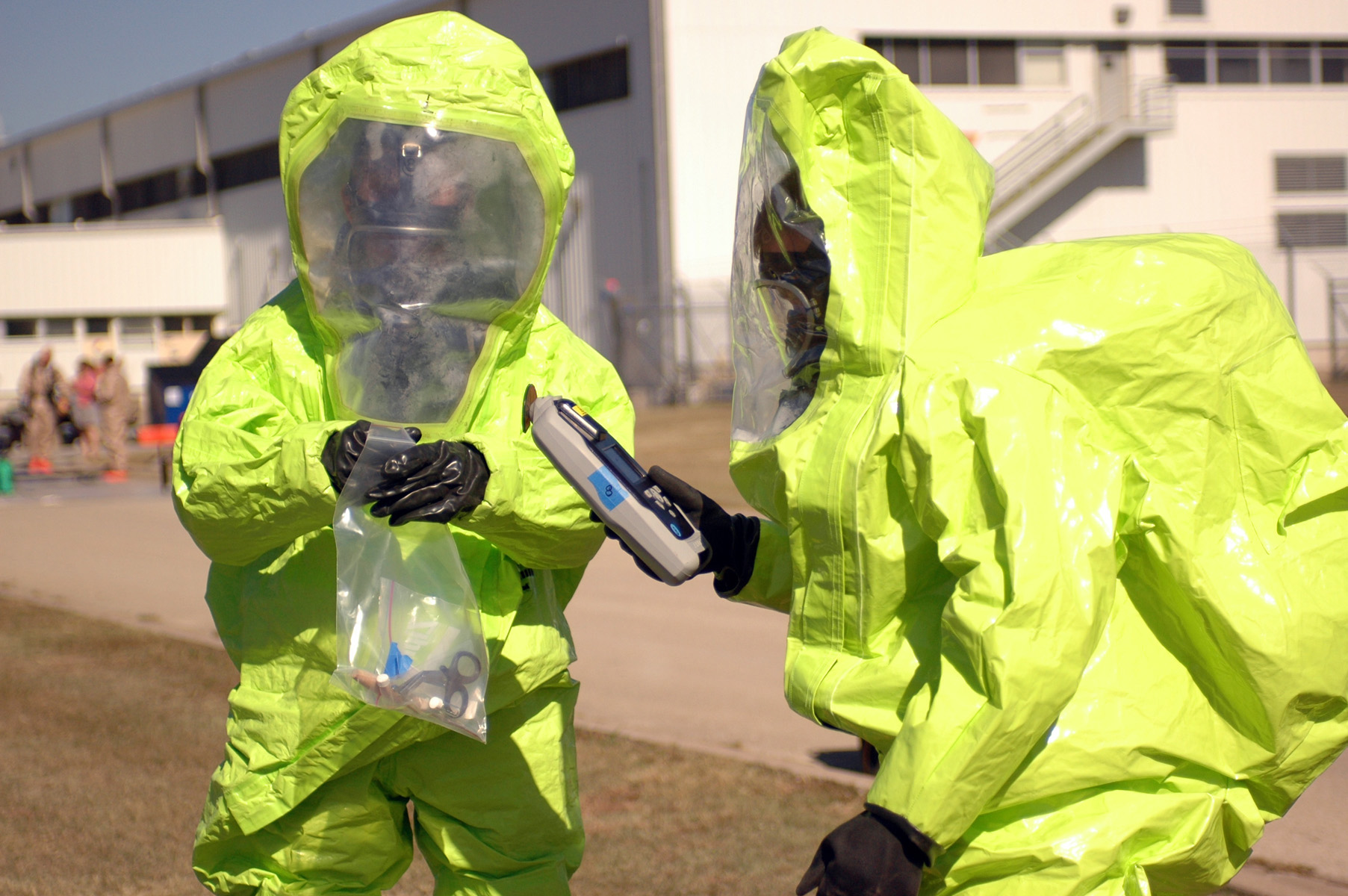
Soldats de l'armée américaine s'entraînant à la détection de produits dangereux à l'aide d'un spectromètre Raman à Fort Hood (Texas), en combinaison de niveau A.